# Tèlecle
Tèlecle (grec antic: Τήλεκλος, llatí: Teleclus) fou un rei d'Esparta del segle viii aC, el vuitè de la línia dels agíades. Era fill d'Arquelau d'Esparta.
En el seu regnat els espartans van conquerir les ciutats aquees d'Amicles, Faris i Gerontres, tal com diu Pausànias. Una mica després Tèlecle va ser assassinat pels messenis en el temple d'Àrtemis Limnatis, a la frontera. Segons la versió espartana hi havia anat a fer un sacrifici acompanyat d'un grup de donzelles, i va caure en una emboscada d'uns joves messenis quan havia volgut rescatar-les de la seva violència. La versió messènica diu que va anar al temple i va amagar allí uns quants joves espartans vestits de donzelles amb les armes amagades sota la roba, amb el propòsit d'assassinar uns nobles messenis que havien d'anar a un festival, i que els varen matar en defensa pròpia. Aquest conflicte podria haver estat un dels detonants de la Primera guerra messènica.